# Българската приватизация
Българската приватизация е процес на освобождаване на държавата от собственост чрез прехвърлянето ѝ в частни ръце при прилагането на съответни приватизационни схеми. Започва с приемането на Закона за преобразуване и приватизация на държавни и общински предприятия (ЗППДОП) от 8 май 1992. Предшествана е от по-ранно раздържавяване, започнало с приетия в началото на 1989 г. Указ № 56 за стопанската дейност, чрез който лица, близки до БКП и ДС, са поставени на входа и изхода на държавните предприятия като частни търговци, които да присвояват печалбите и да национализират загубите.

### Приватизацията протича като
1) Масова (или бонова) приватизация по модел заимстван от Чехия: „През 1996 – 1997 година Центърът за масова приватизация към Министерския съвет извърши приватизация на държавни предприятия чрез инвестиционни бонове. За продажба бяха предложени пакети акции от 1050 предприятия, в резултат на което са раздържавени активи в размер на 14,58 % от общите активи на държавните предприятия или 22,08 % от подлежащите на приватизация активи.“ Собственици стават всички пълнолетни български граждани пожелали да участват в процеса. Те получават бонови книжки с номинал от 25 000 лева, или тогавашни USD 350. В 2017 простата средна стойност на придобитите от всяка бонова книжка активи в 28 приватизационни (сега инвестиционни фонда) е 190,87 лева или сегашни USD 113,61. Вследствие на това повсеместно обезценяване участниците в масовата приватизация са загубили интерес към придобитите от тях активи.
2) Касова приватизация (срещу реални пари). В нея участват при равни условия всички физически и юридически лица. Първоначално право на преференциално участие е дадено на работниците и служителите в приватизиращото се предприятие, които са работили в него не по-малко от 2 години преди датата на обявяване на решението за приватизация и други приравнени към тях пенсионирани работници и служители. През 1994 и 1995 преференции получават и лицата, които без трудов договор са управители, контрольори, членове на съветите на директорите и на управителните съвети на приватизиращото се предприятие в продължение на повече от една година преди датата на обявяване на решението за приватизация. Така част от тях, които дотогава са участвали в стихийното комунистическо раздържавяване, се включват в работническо-мениджърска приватизация (РМД).
Всички държавни производствени активи са оценени към 31 декември 1995 г. от Световната банка (СБ) за 580 млрд. лева, или USD 8,203.7 млн. Впоследствие с деноминацията на лева тази оценка става 580 млн. деноминирани лева.
В 2004 Националният статистически институт (НСИ) публикува отчет за приватизацията: „Общо за периода 1 януари 1993 – 31 декември 2004 г., от органите по чл. 3 от ЗППДОП, са раздържавени дълготрайни активи в размер на 333.2 млн. лв., което представлява 57,5% от 580-те млн. лв. активи на държавните предприятия и 87% от стойността на подлежащите на приватизация държавни активи (изчислени по метода на Световната банка по балансова стойност на дълготрайните активи към 31 декември 1995 година).“ НСИ сочи че, за тези активи от 333.2 млн. лева (които според оценката на СБ в края на 1995 са възлизали на USD 4,713 млн.) са договорени плащания, поети и изплатени задължения за 8,727.8 млн. лева, или USD 5,780 млн. според курса на лева към щатския долара, използван от НСИ.
Към 31 декември 2016 Агенцията за приватизация и следприватизационен контрол (АПСК) публикува отчет, според който: „Общият размер на приватизираните дълготрайни активи възлиза на 66,31% спрямо размера на всички държавни активи (изчислени на 580 млн. лева по балансова стойност към 31 декември 1995 г.).“ … „Продадени са дялове и акции от 5,278 държавни предприятия – 2,939 цели предприятия и 2,339 обособени части. Извършени са 4,253 продажби на миноритарни пакети и 20 продажби на имоти – частна държавна собственост. Общият финансов ефект от сключените сделки възлиза на USD 12,552 млн., включително USD 6,502 млн. договорени плащания по сделките, USD 1,192 млн. поети или изплатени задължения от купувачите, USD 4,857 млн. поети ангажименти за инвестиции.“ АПСК отчита, че са приватизирани активи за 384.6 млн. лева, които според оценката на СБ от 1995 са били USD 5,440 млн. срещу което са получени плащания и са поетите или изплатени задължения за USD 7,694 млн.

### Приватизационни сделки са сключвани от следните органи
Агенцията за приватизация (след 2009 – Агенция за приватизация и следприватизационен контрол); министерства; ведомства; общински съвети. Действията на посочените органи са нормирани от двата закона (ЗППДОбП, след 2002 г. преименуван на „Закон за приватизация и следприватизационен контрол“ (ЗПСК) и от свързаните с тях около 30 наредби и правилници. Според чуждестранни консултанти и анализатори българската приватизация е протекла като свръх регламентирана. Според отчетите на НСИ до 2004 купувачите по вид са: приватизационни фондове, 162 чуждестранни лица, 1436 работническо мениджърски дружества, 530 РМД на работници и служители и други лица с преференции, 614 наематели и арендатори с договори отпреди 1993 и 2432 други.

### Икономически условия.
Българската приватизация протича при най-тежките икономически условия сред страните от Източна Европа. Причините за това са:
1) Фалитът на България от 26 март 1990, изразяващ се в Мораториум върху обслужването на външния държавен дълг, който причинява икономическа изолация и криза с катастрофални мащаби. След спирането на обслужването на външния дълг, страната губи достъпа си до валутни кредити, което причинява непрекъснато драматично обезценяване на лева. В края на 1989 свободната обмяна на валута става по курс около 5 лв./USD → След фалита правителството прави два търга на валута – първият малко под, а вторият – над 10 лв./USD. → Първите котировки на БНБ от февруари 1991 вече са за над 28 лв./USD → Към края на годината курсът се стабилизира на нивата около 22 лв./USD → В средата на 1995 година курсът е тройно обезценен до 66 лв./USD.
2) Фалитът на 15 банки и Икономическата катастрофа от 1996/1997 нанася още по-силен удар върху стойността на производствени активи. Настъпва ново, този път 23.7-кратно обезценяване на лева – от 70.7 лв./USD на 31 декември 1995 до 1677 лв./USD – средно в 1997. В тези условия стихийното комунистическо раздържавяване отново се ускорява. Последиците са, че мнозинството структуроопределящи предприятия стават напълно неплатежоспособни, не могат да обслужват и връщат взетите кредити. БНП докладва, че „По обобщени данни на статистиката към края на септември 1998 г. просрочията на държавните фирми са достигнали 1 трилион и 419 млрд. лева. Половината от тях – 704 млрд. лева, се пада на просрочени задължения към доставчици (другата половина е към банките и бюджета)“. Това довежда до фалит 17 български банки, което затруднява силно икономическия оборот и причинява ново драстично обезценяване на активите.
Българската държава не е в състояние да отрази икономическата катастрофа без външна помощ защото:
1) Брутният вътрешен продукт в страната губи три пъти стойността си в чуждестранна валута – спада от около USD 30 млрд. в 1989 до USD 10 млрд. в 1996;
2) През февруари 1997 при курс 2045.5 лв./USD средната месечна работна заплата в обществения сектор от 58 361 лева е USD 28.5;
3) Всички парични трансакции в страната, оценени във валута, се обезценяват и относителният размер на външния дълг се увеличава силно спрямо БВП и бюдежетните приходи;
4) Разходите за обслужването на дълга нарастват драстично. От Отчета за изпълнението на държавния бюджет за 1997 се виждат размерите на бюджетната катастрофа. Лихвените разходи – общо са 1 328 203.5 млн. лева при приходи и помощи – общо 3 143 483.8 млн. лева или само лихвените разходи, и то след споразумението за дълга, поглъщат 42,2% от бюджетните постъпления.
След повторната икономическа катастрофа през 1996 става невъзможно да се:
1) възстанови паричната система;
2) оздрави банковата система след масовите фалити;
3) обслужва външния и вътрешния дълг;
4) изпълняват разходите и да се балансира бюджета;
5) спасяват неплатежоспособните държавни предприятия;
6) гарантира сигурността и отбраната на страната;
7) финансират здравеопазването и образованието.
България изпада едновременно във вътрешна „политическа, икономическа и морална криза“ и във външна изолация. От тях може да излезе само, ако: първо, правителството изпълни стабилизационните програми договорени с международните финансови институции и използва оптимално подкрепата на Европейската комисия; и второ, стане член на НАТО и ЕС – което е единствената гаранция за създаване на трайно доверие в страната. Това са двете причини да бъде постигнат национален политически консенсус между основните политически сили с приемането на Декларацията за национално съгласие. В нея е заявена подкрепа за „споразуменията на България с международните финансови институции, включително и въвеждането на Валутен съвет, като необходими за осигуряване на външна подкрепа за излизане от икономическата катастрофа“, за „пълноправното членство на България в Европейския съюз и всички конкретни усилия в тази насока;“ както и „членството на България в Организацията на Северноатлантическия договор.“ Осъзнава се факта, че създаването на пазарна икономика, основана на частно предприемачество, е ключово условие за излизане от икономическата катастрофа. Това, в условията на държавна собственост върху производствените активи, може да бъде осъществено само чрез приватизация, която трябваше да се направи в кратки срокове. Ускорената приватизация е извършена независимо от политическите рискове.

### Резултатите.
Страната сключва Стабилизационни споразумения за подкрепа с МВФ и СБ и на 10 юни 1997 въвежда Валутен борд. В споразуменията ускорената приватизация е приоритет и основен структурен критерий. Неспазването на сроковете би означавало спиране на траншовете от договорените заеми, които са жизненоважни за поддържане на платежоспособността и стабилизирането на страната. Големият прогрес на приватизацията в периода 1997 – 2001 се признава от международните финансови институции (МФИ) и ЕК, които са наблюдавали и пряко участвали в тези процеси. Почти всички големи сделки (повече от 100) са осъществени по предварително договорени програми с МФИ и с Американската агенция за международно развитие. Около 27 големи сделки са осъществени с консултанти и посредници, финансирани от програма САРА на ЕК, която България изпълнява като страна, искаща преговори за членство в ЕС. Българската приватизацията се извършва съобразно споразумения и програми с най-важните за страната международни и европейски институции и с тяхното активно участие. Срещу това България спасява националната си валута, обслужва своите дълговете и стабилизира икономиката си.
Значителен принос за стабилизация на страната има приватизацията на над 70 структуроопределящи предприятия изпаднали във фактически фалит. Те са приватизирани до 30 юни 1999 вместо да бъдат ликвидирани, като с това са запазени десетки хиляди работни места и значителен дял от националната икономика.
През 1999 г. България получава покана и започва преговори за членство в ЕС, защото е изпълнила Копенхагенските критерии, най-важният сред които е наличието на функционираща пазарна икономика. Това е признато от европейските партньори на страната, след като са приватизирани 60% от подлежащите на приватизация активи.
Сравнявана с резултатите в другите бивши социалистически страни българската приватизация, включително тази от 1997 – 2001, е една от най-успешните, защото при най-неблагоприятни условия е приключила със силно положителен баланс. За сравнение:
Приключителният баланс на германската Treuhand показва, че разходите за преструктуриране, внасяне на капитал, финансиране на фирмени загуби, лихви, социални плащания, поемане на дългове, възстановяване на природата и др. са за DM 332 млрд., докато приходите са едва DM 76 млрд. Негативният баланс от приватизацията в Германия е DM 256 млрд. На две вълни Чехия раздържавява CZK 455 млрд. или USD 16.6 млрд. Приключителният баланс на чешката Агенция за приватизация показва, че преходът на страната към пазарна икономика струва на данъкоплатеца USD 20.5 млрд., които са отишли за покриване на огромни разходи за управление на дълга, за спасяването и продажбата на държавни компании, банки и земи между 1991 – 2005. Полша приватизира активи, оценени от СБ към 31 декември 1994 за USD 30 800 млн. срещу които в края на 1999 има постъпления от USD 11.9 млрд., или 38,6% от оценката им в края на 1994. Унгария приватизира активи за USD 14 000 млн., които впоследствие са обезценени до USD 6600 млн. за USD 5830 млн. или за 41,6% от началната оценка и 88,3% от сумата след обезценката им. Тези резултати са постигнати, въпреки че посочените страни, за разлика от България, не са минали през мораториум върху обслужването на външния държавен дълг, масови банкови фалити, хиперинфлация, едновременно изпадане в несъстоятелност на десетки структуроопределящи предприятия и безпрецедентна обезценка на активите в икономиката.